# 신보라 (정치인)
신보라(申普羅, 1983년 1월 7일 ~)는 대한민국의  정치인이다.

## 학력
- 광주효동초등학교
- 문화중학교
- 광주동신여자고등학교
- 전북대학교 사범대학 교육학과
- 연세대학교 행정대학원 공공정책전공 석사
- 성균관대학교 2019년 3월 입학 행정학 박사과정(휴학 중)

## 경력
- 2007.02 ~ 2010.05: 대학생시사교양지 바이트 기자
- 2010.06 ~ 2010.11: 대학생시사교양지 바이트 편집장
- 2011.01: 청년이 여는 미래 대표
- 2012.04 ~ 2013.02: 특임장관실 정책자문위원
- 2013.11 ~ 2014.11: 대통령직속 국민대통합위원회 갈등관리포럼 이념문화분과위원
- 2014.11 ~ 2015.12: 청년이 만드는 세상 대변인
- 2014.12 ~ 2015.09: 새누리당 중앙차세대여성위원회 부위원장
- 2015.11: 경제사회발전노사정위원회 청년고용협의회 청년위원
- 2016: 새누리당 중앙청년위원회 청년여성가족분과위원장
- 2016.05 ~ 2020.05 : 제20대 국회의원 (비례대표, 새누리당→자유한국당)
- 2016.06 ~ 2018.05: 제20대 국회 전반기 환경노동위원회 위원
- 2016.06 ~ 2018.05: 제20대 국회 전반기 여성가족위원회 위원
- 2017.12 ~ 2018.05: 제20대 국회 청년미래특별위원회 간사
- 2017.12 ~ 2018.09: 자유한국당 원내대변인
- 2018.07 ~ 2020.05 : 제20대 국회 후반기 여성가족위원회 위원
- 2018.07 ~ 2020.05 : 제20대 국회 후반기 환경노동위원회 위원
- 2018.09 ~ 2020.02 : 자유한국당 청년정치캠퍼스Q 학장
- 2018.10 ~ 2019.06 : 제20대 국회 후반기 윤리특별위원회 위원
- 2018.12 : 제20대 국회 대법관(김상환) 임명동의에 관한 인사청문특별위원회 위원
- 2018.12 ~ 2019.02 : 자유한국당 원내부대표
- 2019.02 ~ 2020.02 : 자유한국당 청년최고위원
- 2019.03 ~ 2020.02 : 자유한국당 중앙청년위원장
- 2019.05 : 자유한국당 중앙대학생위원장 선출선거관리위원장
- 2019.08 ~ 2020.02 : 자유한국당 강성귀족노조개혁특별위원회 위원
- 2019.09 ~ 2020.02 : 자유한국당 저스티스 리그 이사회 고문
- 2020.02 ~ 2020.05 : 미래통합당 청년최고위원
- 2020.02 ~ 2020.05 : 미래통합당 중앙청년위원장
- 2020.03 ~ 2020.04 : 미래통합당 4·15총선 중앙선거대책위원회 공동부위원장
- 2020.05 : 미래통합당 경기도당 파주시 갑 당협위원장
- 국민의힘 경기도당 파주시 갑 당협위원장
- 2021.08 ~ 2021.11 : 국민의힘 원희룡 제20대 대통령 선거 예비후보 원팀캠프 수석대변인
- 2021.12 ~ 2022.01 : 국민의힘 경기도 살리는 선거대책위원회 선거대책위원장단 공동선거대책위원장
- 2022.04 : 국민의힘 김은혜 6·1지방선거 경기도지사 예비후보 선거대책위원회 대변인
- 2023.03 ~ : 한국여성인권진흥원장
- 국민의힘 경기도당 수석대변인

## 의정활동

### 청년기본법 대표발의
2016년 5월 30일 20대 국회 개원 첫 날 당론 1호 법안으로 청년기본법을 대표발의하였다. 청년기본법은 청년을 독립된 세대로 규정하고 청년이 자립할 수 있는 환경을 조성하기 위한 국가의 책무를 정의한 법안으로 당시 새누리당 의원 122명의 동의를 받았다. 이후 국회 청년미래특위에서 신보라 자유한국당 의원과 채이배 바른미래당 의원, 더불어민주당의 김해영·박주민·강창일·박홍근·이원욱 의원 등이 대표발의한 청년 관련 기본법안을 통합 조정해 합의안을 만들었으나 아직 계류 중이다. 2019년 5월 22일 민주당 70년대 의원들이 자유한국당이 국회에 복귀하지 않고 있어 청년기본법 통과가 지연되고 있다고 비판하고 나섰다. 이에 신보라 의원은 청년기본법이 표류 중인 것은 정부와 민주당의 의지 부족때문이었다며 민주당이 청년기본법을 정치공세 악용수단으로 삼는 것이 개탄스럽다는 반박 성명을 발표했다.
2019년 11월 22일 정무위원회 법안소위원회를 통과했다.

### 청년 관련 입법활동
2016년 20대 국회 입성 후 줄곧 청년들을 위해 활동하고 있다. 부진한 청년고용의무제도, 청년인턴제도 등 청년일자리를 점검하고 기업 갑질 채용, 청년임금체불, 청년산업재해 등 청년들의 답답함을 해소하였다. 또한 청년들의 생생한 목소리를 담은 청년 관련 법안을 다수 발의하였다. 청년들의 목소리에 답이 있다는 믿음으로 청년들을 만나고 있다. 청년정책을 위해 청년일자리, 청년주거, 청년부채 등을 주제로 토론회를 진행하였다.

### 육아 관련 입법활동
출산을 전후로 육아휴직, 산후조리 등 모성보호 관련 법안들을 다수 발의했다. 2018년 5월에 육아휴직 부부 동시 사용과 난임 휴직을 보장하는 등의 내용을 담은 '행복한 육아 4종 패키지 법안'을 대표 발의했다. 2019년 5월에는 건강진단 대상에 출산 후 산모를 포함하고 산후조리 비용의 소득공제율을 명시한 '산후 건강지원 2종 패키지 법안'을 대표 발의했다.

### 데이트폭력법 대표발의
2017년 11월 2일 '데이트폭력범죄 처벌 등에 관한 특례법안'과 '데이트폭력방지 및 피해자보호 등에 관한 법률안'을 대표 발의했다. 법안 발의를 이끌어 낸 최초의 제안자들이 대학생들이었다. 대학생들이 국회톡톡이라는 플랫폼에 올린 데이트폭력법 제정 청원에 신보라 의원이 의원매칭을 수락해 제안자들과 함께 데이트폭력법을 만든 것으로 알려졌다.

## 논란

### 국회 본회의 불참하고 베트남 외유성 출장 논란
2018년 12월 27일 2018년의 마지막 본회의를 불참하고 베트남 다낭으로 외유성 출장으로 보이는 출장을 가서 논란이 되고 있다. 김성태 의원과 곽상도, 신보라, 장석춘 등 한국당 운영위 의원들은 12월 27일 본회의를 불참하고 베트남으로 출국하였으며 마지막날 쟁점 사안을 둘러싼 각 상임위별 논의가 막판까지 첨예하게 진행된 가운데, 주요 상임위 소속 의원들이 본회의 등 의사일정에 불참한 것은 부적절한 행동이라는 논란이 일고 있다. 베트남에서의 행사 소요비용 대부분도 운영위 예산으로 사용된 것으로 전해졌다. 참석한 의원실 관계자는 이에 대해 "애초부터 잡혀있던 일정이라 불가피하게 갈 수밖에 없었다"며 "운영위 공식일정으로 베트남 주요 인사 등도 만날 예정이다. 외유성은 아니다"라고 해명했다.

### 공천 청탁 논란[7]
백경훈 ‘청년이 여는 미래’ 대표를 두고 이번에는 지방선거 ‘밀어주기’ 논란이 다시 일었다.복수의 한국당 관계자들에 따르면 지난해 지방선거 당시 한국당 서울시당의 공천심사에 관여했던 한 당 관계자가 당시 신보라 의원으로부터 ‘이번에 은평구의회 의원 후보에 도전한 백 대표는 좋은 활동을 만이 해온 인재로 이번 공천에 도움을 달라’는 취지의 부탁을 받았다는 의혹이 당내에 추가로 제기됐다. 이미 한국당 후보로 선거에 나선 전력이 있는 데다가 현역 의원의 도움까지 받은 인물을 ‘새로운 인재’로 포장하고 있다는 것이다.
백 대표는 지난 20대 총선 당시 청년 인재로 영입된 신 의원 비서의 남편으로, 신 의원이 정계 입문 전에 대표로 있었던 ‘청년이 여는 미래’ 대표직을 이어받아 현재까지 활동 중이다. 이 때문에 애초 한국당 지도부가 1차 영입 인재로 백 대표를 선발했을 때, 당내에서는 “이제는 청년 영입 인재까지 세습을 하느냐?”는 강한 비판이 일었다.
이에 신 의원은 지난 2일 자신의 페이스북을 통해 공개 해명에 나섰다. 신 의원은 “이번 1차 영입인재 선정과정에서 어떠한 역할이나 관여도 하지 않았다.”면서 “언론 보도를 통해 영입 인사들의 면면을 확인했다.”고 했다.
한 한국당 관계자는 “백 대표는 신 의원과 대학 선후배 사이로 이전부터 한국당에 입당해 관련 활동까지 해온 ‘묵인 인재’”라고 지적했다. 반면, 신 의원은 지방선거 공천 논란에 대해 “백 대표가 작년에 예비후보로 활동을 했는지도 모르고 공천관리위원이 누군지도 모르는 데 어떻게 전화를 할 수가 있냐”고 맞섰다.
그러나 신 의원의 해명에도 당내 세습 논란은 계속돼 당내외 현역 의원들까지 공개적으로 비판에 나서고 있는 상황이다. 당장 여당인 더불어민주당은 백 대표의 논란을 언급하며 “사실상 기존 당내 청년 중 특정 의원과 친분관계가 있고 익숙한 스펙을 가진 청년을 인재영입이라는 포장지로 포장해 내세운 것”이라며 “청년층에 절망만을 안겨주지 말고 인재영입의 절차적 공정성 강화를 위해 고민하라”고 지적했다.

### 문재인 정부 관련 가짜뉴스 살포
신보라 전 의원은 자신이 김해영 전 의원과 청년대책부에 인사로 발령되었음을 자신의 페이스북에 개시하였으나 청와대측과 국무총리실 측은 사실무근의 가짜뉴스이며 신 의원을 인사로 임명한 적 없다고 발언하였다. 정세균 국무총리는 신보라를 임명한 적이 없다고 직접 밝힘으로써 신 의원의 주장은 모두 새빨간 거짓말임이 증명되었다. 또한 정 총리는 김해영 전의원 역시 청년대책본부에 임명한 적이 없다고 덧붙였다. 그리고 정 총리는
신보라 (전) 의원은 입으로만 청년정치라고 떠들지 사실은 청년을 위한 정치의 개념은 조금도 모르고 있다고 발언하였다.

## 역대 선거 결과
|  | 33.50% |

|  | 37.3% |

## 같이 보기
- 대한민국 제20대 국회의원 선거 새누리당 후보 목록#비례대표